# Nansen (Mondkrater)
Nansen ist ein Einschlagkrater auf dem Mond in der Nähe des Mondnordpols. Die Wälle sind stark erodiert. Am nördlichen Rand wird der Wall von Krater Houssay überlagert.
| Buchstabe | Position           | Durchmesser | Link |
| --------- | ------------------ | ----------- | ---- |
| A         | 82,83° N, 65,38° O | 43 km       |      |
| C         | 83,41° N, 55,51° O | 33 km       |      |
| D         | 83,84° N, 66,01° O | 18 km       |      |
| E         | 83,41° N, 72,66° O | 15 km       |      |
| F         | 84,99° N, 62,81° O | 60 km       |      |
| U         | 81,54° N, 82,45° O | 14 km       |      |